# Campionati dipartimentali boliviani di calcio

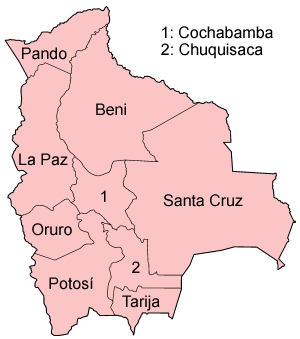
I dipartimenti della Bolivia

I campionati dipartimentali boliviani di calcio sono delle competizioni calcistiche a cadenza annuale organizzate dalle varie federazioni dei nove dipartimenti della Bolivia. Occupano il terzo livello gerarchico del campionato boliviano di calcio.

## Storia
Il primo campionato dipartimentale della Bolivia fu quello del dipartimento di La Paz, fondato il 22 febbraio 1914. Cinque mesi dopo fu creata l'associazione calcistica del dipartimento di Chuquisaca. Il torneo di La Paz divenne semiprofessionistico nel 1950; nel 1954 fu creato per la prima volta un torneo che riunisse più di un dipartimento: gli fu attribuito il nome di Torneo Integrado e durò dal 1954 al 1957, includendo squadre dai dipartimenti di La Paz, Cochabamba e Oruro. Il San José fu l'unica squadra esterna a La Paz a vincere, nel 1955, tale competizione. Fu la Copa Simón Bolívar il primo torneo a includere realmente formazioni da tutto il Paese. I campionati dipartimentali continuavano comunque ad avere luogo. Nel 1976 uno scontro tra la federazione di la Paz e tre società (Always Ready, Bolívar e The Strongest) diede il primo impulso alla creazione della Liga del Fútbol Profesional Boliviano, il primo campionato professionistico della Bolivia. Con questo avvenimento, i tornei dipartimentali passarono ancor più in secondo piano; nel 1989 la Copa Simón Bolívar, interrotta in seguito alla fondazione della LFPB, fu ripristinata con la funzione di seconda serie nazionale; pertanto, i campionati locali non fornirono più la qualificazione alla prima divisione.

## Campionati
- Beni (AFB)

Fondazione: 10 aprile 1934
- Chuquisaca (ACHF)

Fondazione: 3 luglio 1914
- Cochabamba (AFC)

Fondazione: 24 aprile 1924
- La Paz (AFLP)

Fondazione: 22 febbraio 1914
- Oruro (AFO)

Fondazione: 21 luglio 1921
- Pando (APF)

Fondazione: 19??
- Potosí (AFP)

Fondazione: 26 luglio 1924
- Santa Cruz (ACF)

Fondazione: 17 agosto 1917
- Tarija (ATF)

Fondazione: 21 aprile 1922